# Рейсс, Рудольф Арчибальд
Рудольф (Родольф) Арчибальд Рейсс (нем. Rudolf Archibald Reiss; 8 июля 1875, Хаузах, Великое герцогство Баден, Германская империя (ныне земля Баден-Вюртемберг, Германия) — 8 августа 1929, Белград, Королевство Югославия) — немецкий и швейцарский криминалист и судебный эксперт. Педагог, профессор. Доктор химии (с 1898). Фотограф.
Один из основоположников криминалистики.

## Биография

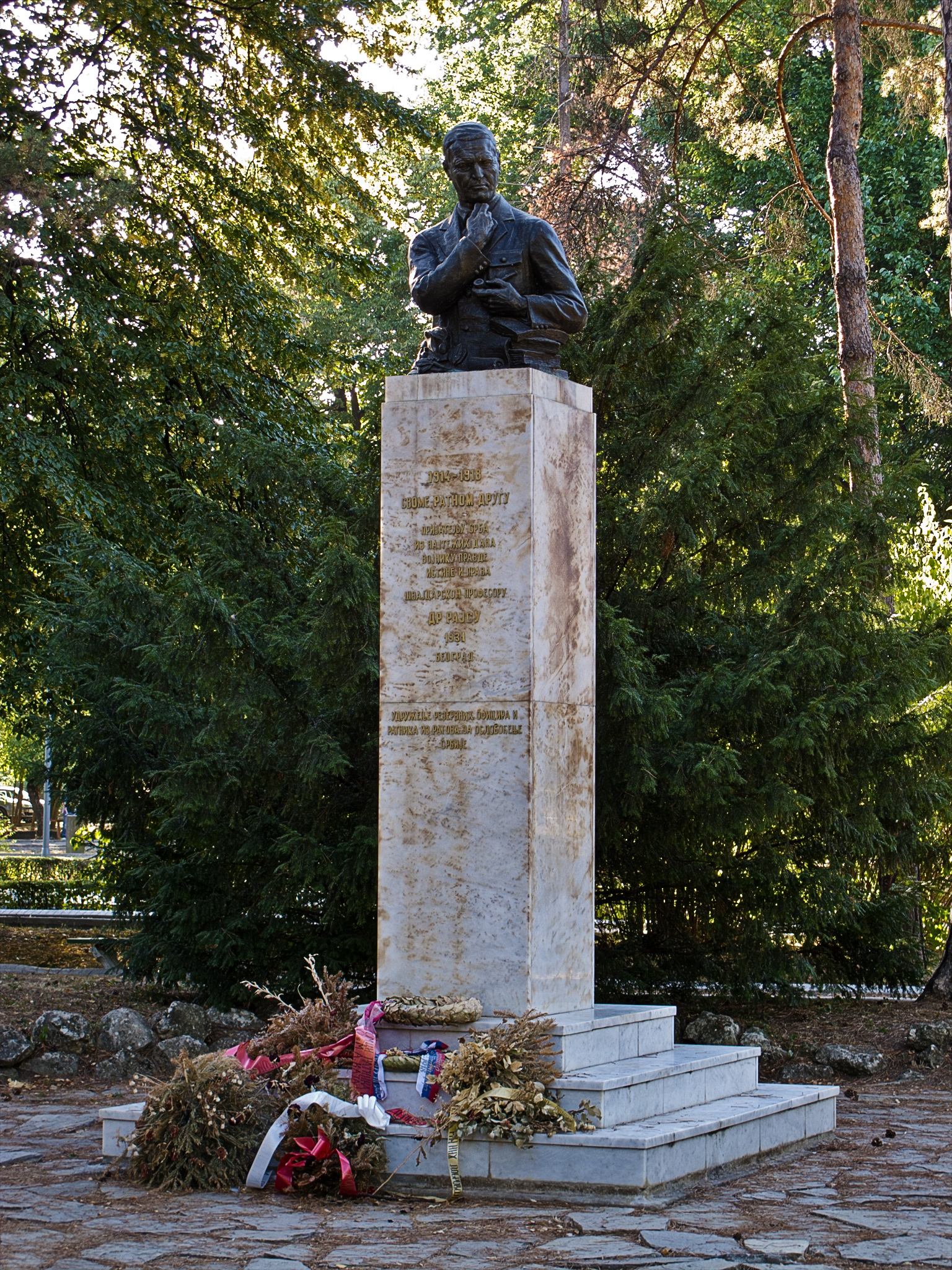
Памятник Р. А. Рейссу в Белграде

Сын винодела. С 1893 по 1897 обучался на факультете естественных наук в Лозаннском университете (Швейцария). В 1898 защитил докторскую диссертацию по химии на тему: «L’action des persulfates alcalins». Тогда же занялся фотографией. В 1901 натурализовался в Швейцарии.
В 1899 по 1901 руководил фотографической деятельностью университета в Лозанне, с 1902 по 1906 — преподаватель фотографического дела в университете.
Одновременно работал с профессором Бурже в госпитале швейцарского кантона Во, где создал первое рентгеновское отделение. Тогда же стал учеником Альфонса Бертильона, стал его соратником и последователем. C 1901 — главный редактор журнала «Revue suisse de photographie».
В 1902 впервые в университете ввёл курс лекций «Судебная фотография». С 1906 — экстраординарный профессор криминалистики Лозаннского университета, в котором возглавлял уголовное отделение на юридическом факультете.
Занимался криминалистикой и судебно-экспертной деятельностью. В 1908 создал при Лозаннском университете Институт криминалистики (Institut de police scientifique), который существует по сей день. В связи с этим университет начал готовить дипломированных криминалистов («Diplome de police scientifique»). В Институте проходили стажировку криминалисты из Российской империи, Румынии, Сербии, Греции, Люксембурга и Бразилии. В мае 1912 был приглашен в Российскую империю для прочтения в Петербурге ряда лекций для работников военно-судебного ведомства и слушателей Александровской Военно-юридической академии.
Во время Первой мировой войны, в 1914—1915 по приглашению правительства Сербии занимался расследованием преступлений австро-венгерской, немецкой и болгарской армии по отношению к мирным жителям. Через швейцарскую прессу сообщил миру о военных преступлениях, совершенных в Сербии.
В 1915 году вступил в сербскую армию, сопровождал её во время отступления через Албанию, вернулся с ней, последние дни войны провел в Белграде. Был известен как большой друг Сербии и сербского народа, после окончания войны жил в Сербии.
Был членом делегации югославского правительства — экспертом со стороны правительства Королевства сербов, хорватов и словенцев на мирной конференции в Париже (1919).
Внёс значительный вклад в совершенствование системы словесного портрета (освидетельствование и идентификацию личности).

## Избранные труды
- «Судебная фотография» (1903),
- «Словесный портрет» (1905, 1914),
- «Научная техника расследования преступлений» (1911),
- «Кражи и убийства» (1911),
- «Contribution a la reorganisation de la police» (1914),
- «Чуjте Срби! Чуваjте се себе!» (1928).

## Награды
- Медаль Янссена (Парижская академия наук),
- Орден Почётного легиона (Франция),
- Tabatiere imperiale (Российская империя),
- Почётный гражданин города Крупань (Сербия),
- Почётный капитан 1 класса пехоты Войска Королевства СХС (Королевства Сербов, Хорватов и Словенцев).